# Automóvil Club del Uruguay
El Automóvil Club del Uruguay es una organización no gubernamental dedicada a asistir a los automovilistas en Uruguay. Fue fundada en el año 1918 y tiene su sede en Montevideo. Es el representante de Uruguay ante la Federación Internacional del Automóvil; también pertenece a la Federación Interamericana de Touring y Automóviles Clubes, la Confederación Deportiva Automovilística Sudamericana y la Alianza Internacional de Turismo.

## Historia

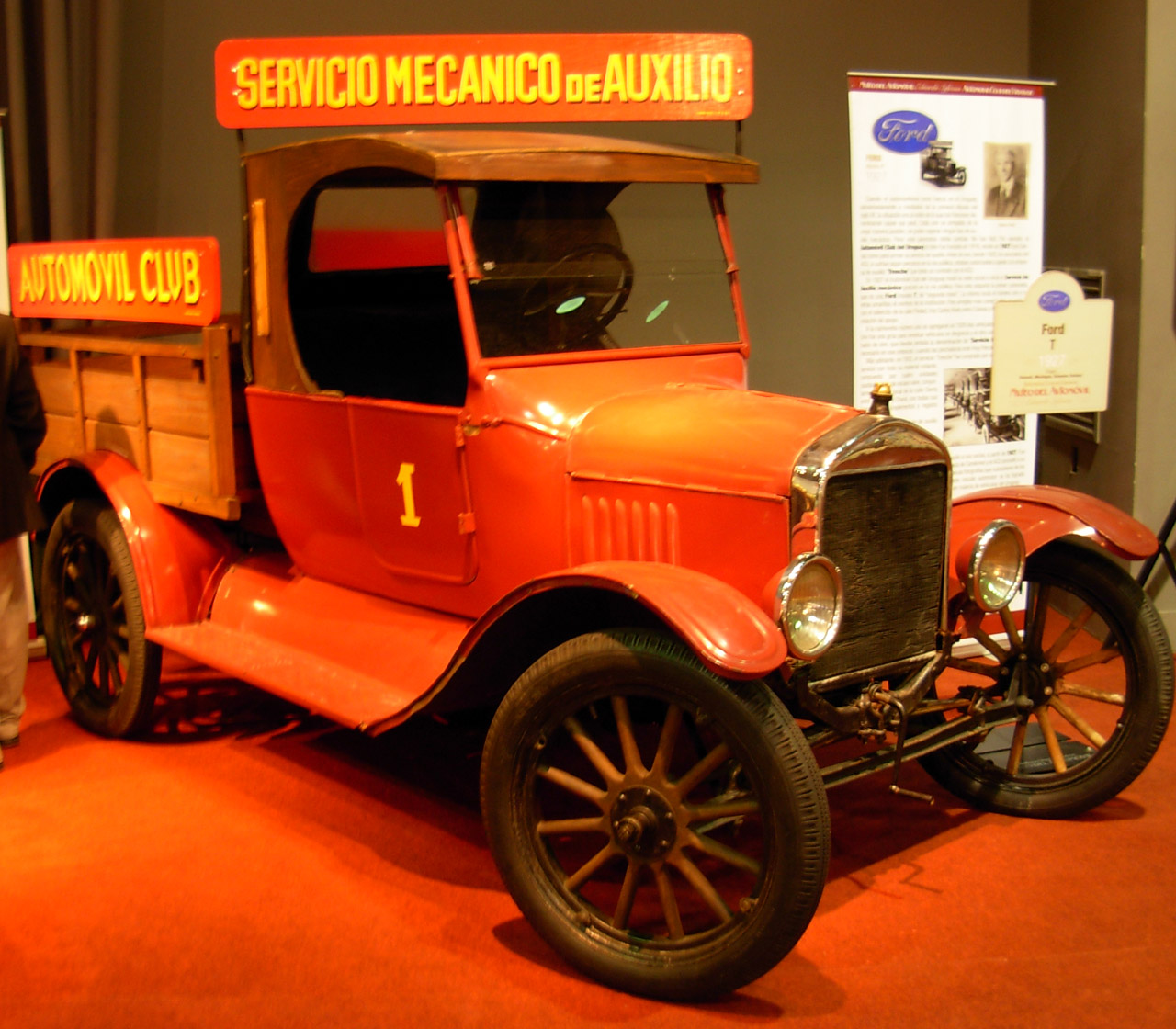
El Ford T que el Automóvil Club del Uruguay compró en 1927 para iniciar su servicio de asistencia técnica y auxilio mecánico.

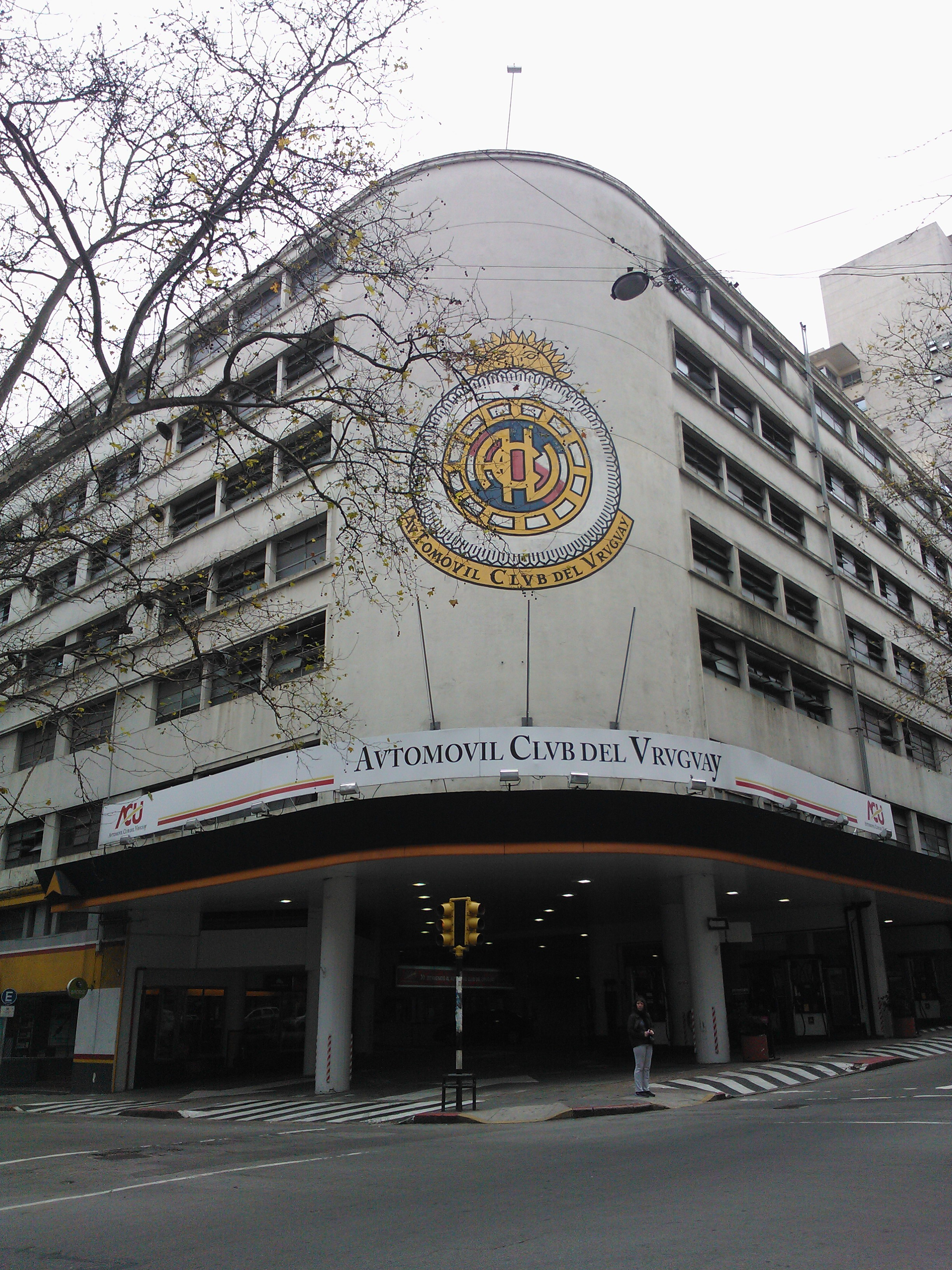
Edificio de la Estación Central de Servicios del Automóvil Club

El Automóvil del Uruguay fue creado en 1918 por un grupo de empresarios y choferes. Desde sus inicios se dedicó a realizar diversas actividades relacionadas con el automóvil, como fomentar el turismo en el país, ofrecer asistencia mecánica y jurídica a sus socios. En 1983 se abrió el Museo del Automóvil Eduardo Iglesias, donde se exhiben automóviles antiguos. En 1992 añadió a sus servicios una escuela de conducción.

### Eventos
Entre las competencias de automovilismo que organizó se encuentran el Gran Premio del Automóvil Club del Uruguay, el Gran Premio Nacional y el Gran Premio 19 Capitales. Desde 2004, el club organiza el Gran Premio del Uruguay 19 Capitales Histórico, una carrera de regularidad abierta a los automóviles que compitieron en los Grandes Premios de ruta sudamericanos. Años después, delegó la autoridad de la fiscalización de competencias de automovilismo a la Federación Uruguaya de Automovilismo Deportivo.

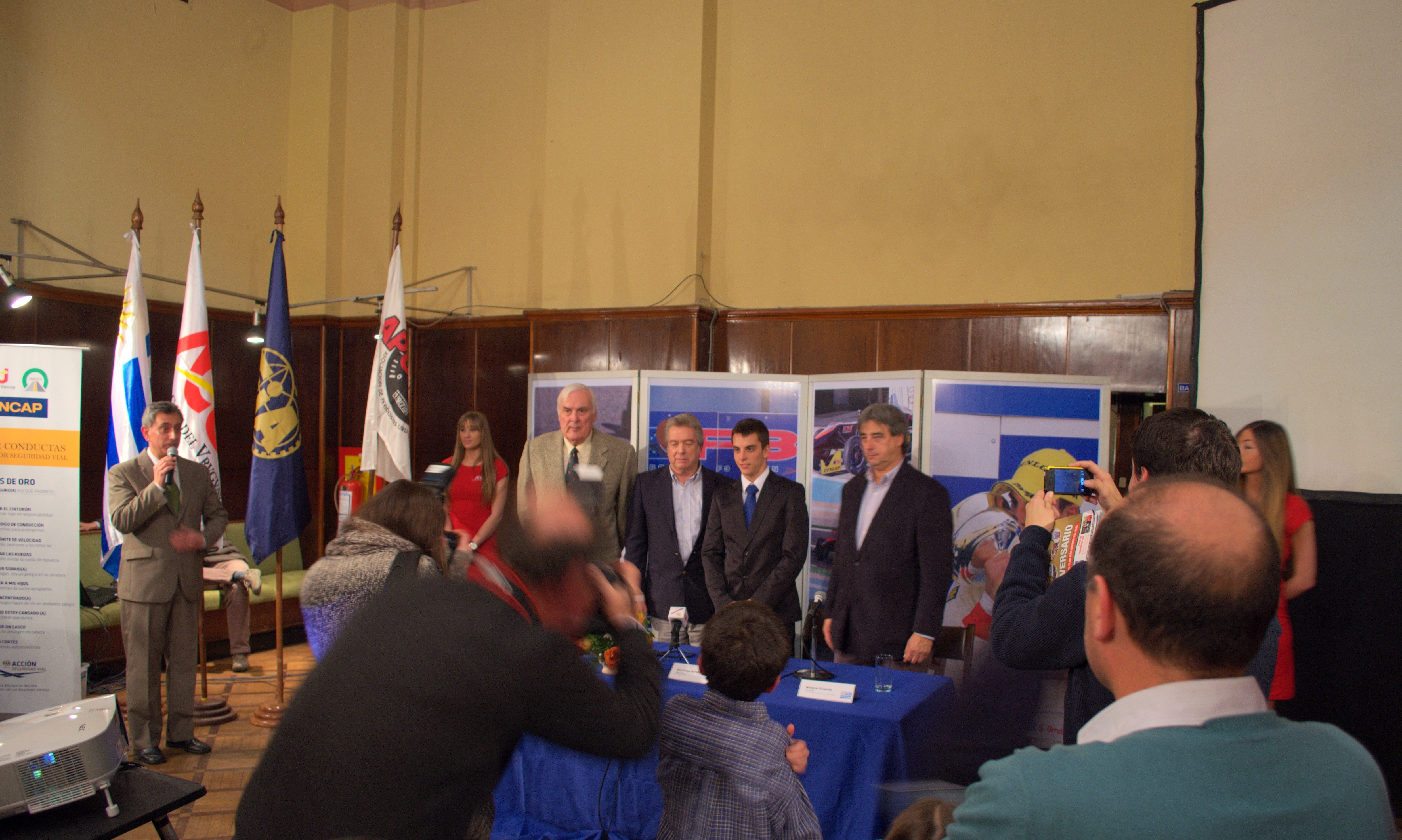
Santiago Urrutia, durante una conferencia de prensa organizada por el Automóvil Club del Uruguay, anunciando su paso a la GP3 Series.

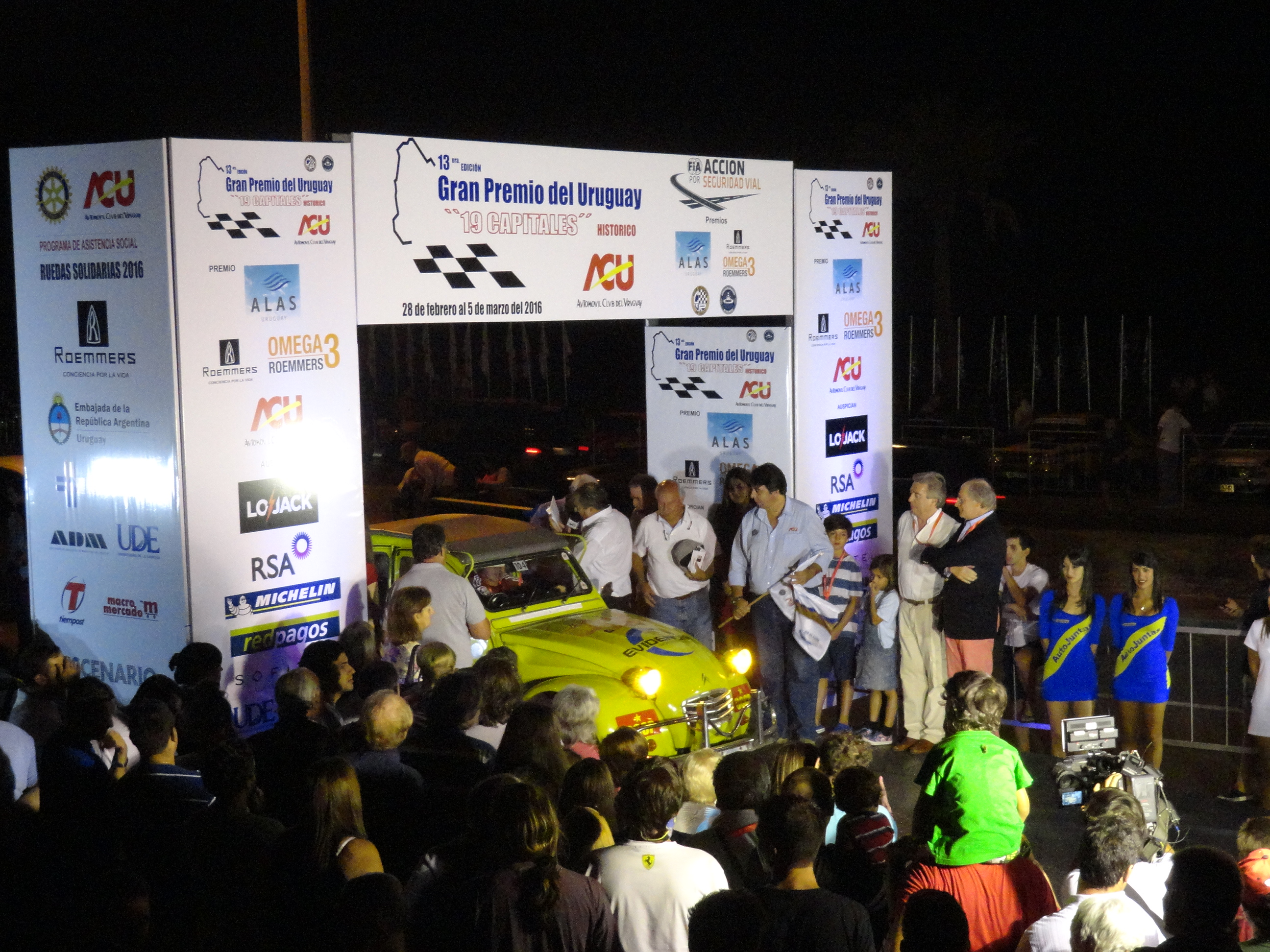
Largada simbólica del Gran Premio del Uruguay 19 Capitales Histórico 2016

También organiza eventos no deportivos, como conferencias de prensa, exposiciones, etcétera.